# Paragomphus wuzhishanensis
Paragomphus wuzhishanensis är en trollsländeart som beskrevs av Liu 1988. Paragomphus wuzhishanensis ingår i släktet Paragomphus och familjen flodtrollsländor. Inga underarter finns listade i Catalogue of Life.